# Sceloporus uniformis
Sceloporus uniformis (жовтоспинна колюча ігуана) — вид ігуаноподібних ящірок родини фриносомових (Phrynosomatidae). Ендемік Сполучених Штатів Америки.

## Опис

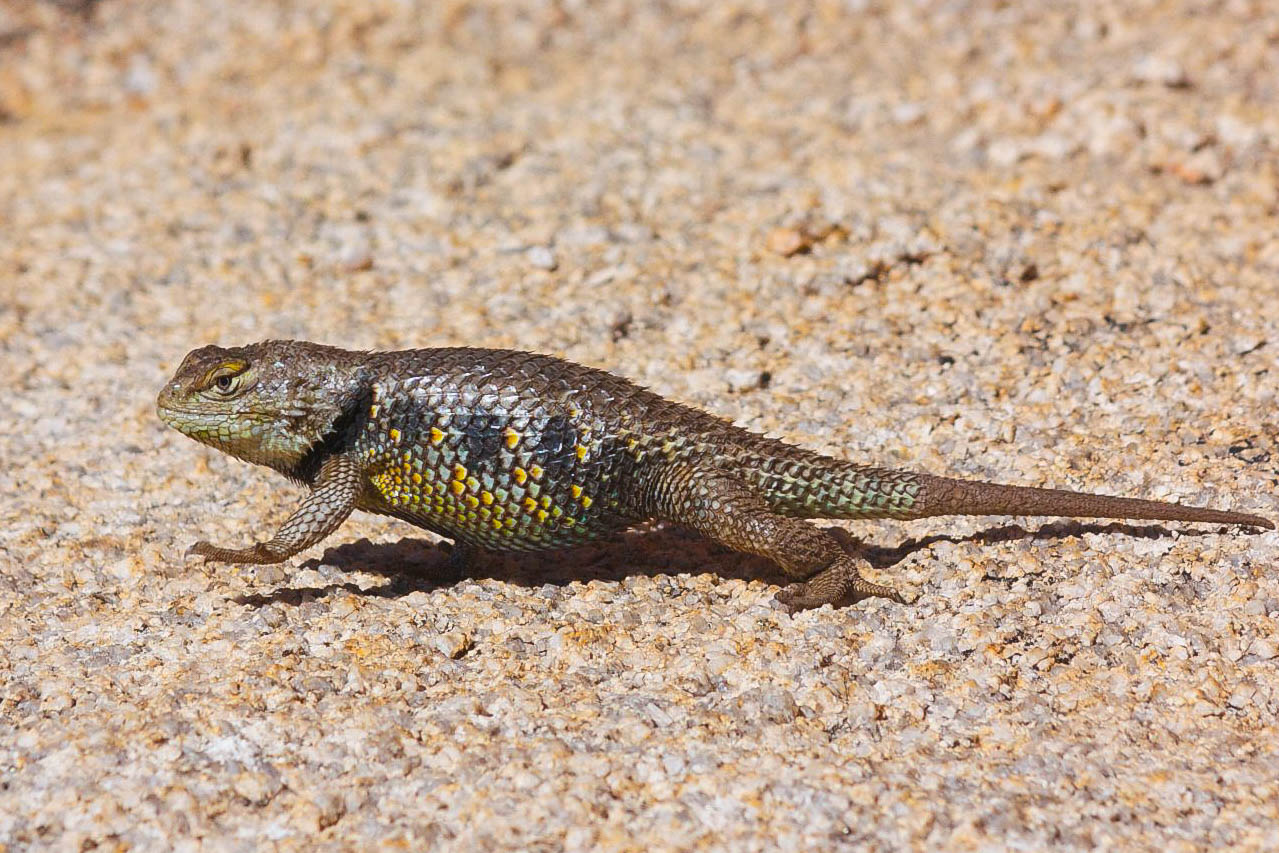
Дорослий самець S. uniformis

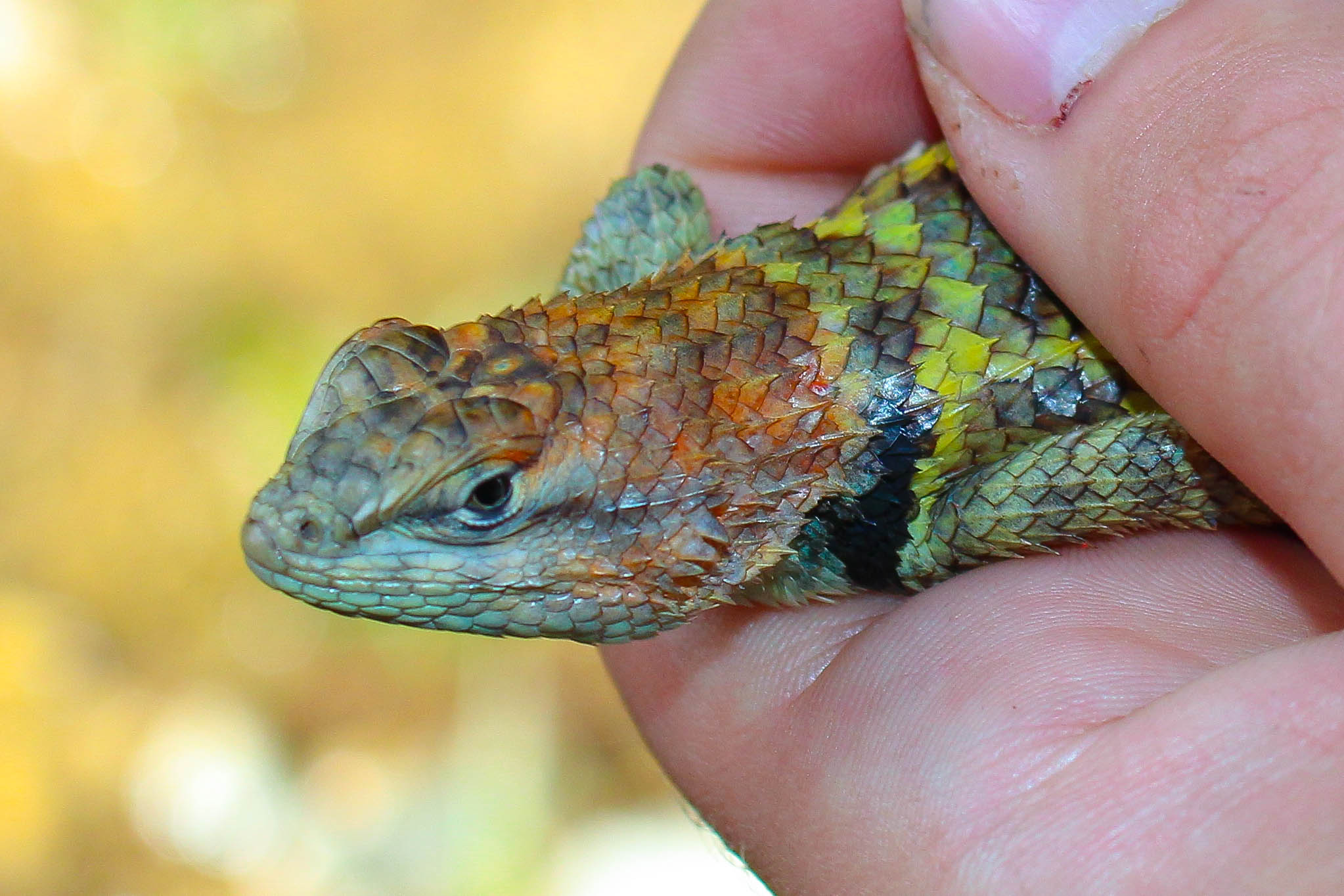
Самиця S. uniformis під час сезону розмноження

Довжина жовтоспинної колючої ігуани (без врахування хвоста) становить 14 см, хвіст є дещо довшим за решту тіла. Забарвлення переважно коричневе, на спині є чорні смуги або плями, на шиї з боків є чорний "комір". Самці є дещо більшими за самиць. На горлі і животі у них є блакитнуваті плями. У самиць горло і нижня частина живота бліді, сині плями на них слабо виражені або відсутні. Голова самиці під сас сезону розмноження може бути оранжевою або червонуватою.

## Поширення і екологія
Жовтоспинні колючі ігуани мешкають в Каліфорнії (на сході штату, а також в Прибережних хребтах на захід від Центральної долини, від Паноче до Буено-Вісти), в Неваді, на крайньому південному заході Юти та на північному заході Аризони, де трапляються на схід від Колорадо. Вони живуть в пустелях Мохаве і Великого Басейну, в навпівпустелях, на сухих луках, в сухих чагарникових, мескітових і кактусових заростях та в галерейних лісах. Живляться переважно дрібними безхребетними та їх личинками. Відкладають яйця.